# Горња Бела Црква
Горња Бела Црква (мкд. Горна Бела Црква) је насеље у Северној Македонији, у јужном делу државе. Горња Бела Црква припада општини Ресан.

## Географија
Насеље Горња Бела Црква је смештено у југозападном делу Северне Македоније. Од најближег већег града, Битоља, насеље је удаљено 40 km западно, а од општинског средишта 10 јужно.
Горња Бела Црква се налази у области Горње Преспе, области која заузима виши део котлине Преспанског језера. Насеље је смештено у пољу северно од Преспанског језера. Поље је махом под воћем. Даље, ка истоку издиже планина Баба са врхом Пелистером. Надморска висина насеља је приближно 870 метара.
Клима у насељу је планинска због знатне надморске висине.

## Становништво
Горња Бела Црква је према последњем попису из 2002. године имала 187 становника. 
Претежно становништво у насељу су Албанци (61%), а у мањини су Турци (39%).
Већинска вероисповест је ислам.